# Tutto Irene - Cose da grandi
Tutto Irene - Cose da grandi è un album della cantautrice toscana Irene Grandi uscito nel 2012.

## Tracce

### Cd 1
1. Vai vai vai
2. Fuori
3. Un motivo maledetto
4. T.V.B.
5. (You Make Me Feel) Like a Natural Woman (cover)
6. Cose da grandi
7. Dolcissimo amore
8. In vacanza da una vita
9. Bum Bum
10. Che vita è
11. Fai come me
12. Un bagno in mare
13. Eccezionale
14. Verde rosso e blu
15. La tua ragazza sempre
16. Francesco
17. Per fare l'amore
18. Sconvolto così

### Cd 2
1. Prima di partire per un lungo viaggio
2. Buon compleanno
3. Oltre
4. Lasciala andare
5. Non resisto
6. Uno in più (cover)
7. Bruci la città
8. Sono come tu mi vuoi (cover)
9. È solo un sogno (con Stefano Bollani)
10. Se mi vuoi (con Pino Daniele)
11. La finestra
12. Estate (cover)
13. Figli delle stelle (cover)
14. La cometa di Halley
15. Alle porte del sogno
16. Qualche stupido "ti amo" (Somethin' Stupid) (con Alessandro Gassman)
17. O è Natale tutti i giorni
18. Bianco Natale